# Consolamentum
Het consolamentum (‘vertroosting’) was het kathaarse sacrament van het doopsel.
Door middel van dit ritueel trad men toe tot de katharen. De kathaarse kerk schreef een spirituele doop voor waarbij de nieuwkomer met de Heilige Geest werd gedoopt en de Heilige Geest in zichzelf ontving. Zoals Jezus Christus de Heilige Geest doorgegeven had aan zijn apostelen, moesten de christenen de Heilige Geest aan elkaar blijven doorgeven. De katharen hadden geen andere sacramenten dan het consolamentum, omdat dat volgens hen het enige sacrament was dat Jezus had ingesteld. Het consolamentum was van kapitaal belang, want zonder de Heilige Geest konden de zielen van de engelen niet terugkeren naar de hemel. Tijdens de ceremonie werd God gevraagd de zonden van de dopeling te vergeven, kreeg de dopeling uitleg over de betekenis van het consolamentum en deed hij de belofte zijn leven te beteren. Uiteindelijk werd hem de Heilige Geest toegediend, terwijl de aanwezige gelovigen een heilig boek op zijn hoofd plaatsten en hem de rechterhand oplegden. Volgens de katharen had Jezus de doop via handoplegging ingesteld. In het ritueel ontbrak elke vorm van geloofsbelijdenis.